# David Lechuga
David Lechuga (Madrid, 1950) es un escultor español. Es conocido por sus tallas en madera de inspiración cubista.

## Biografía
David Lechuga Esteban, nació en Madrid en 1950. Hijo de ebanista, su gusto por la madera le vendrá desde muy joven. A los 14 años entró a trabajar en el taller del escultor Manuel de la Colina, restaurador del Museo de Arte Contemporáneo (hoy Museo Nacional Centro de Arte Reina Sofía), quien luego sería catedrático de Pintura Mural de San Fernando. Lo que le impulsó a estudiar en la Escuela de Artes y Oficios de Madrid con profesores como Cristino Mayo, Joaquín García Donaire, César Montaña, Benjamín Mústieles y Venancio Blanco. Fue becario del Círculo de Bellas Artes de Madrid, para ampliar estudios en el Hoger Instituut Voor Schon-Kunsten de Bélgica; de la Fundación Juan March, y del Ministerio de Cultura. Presentó su primera individual en Madrid, en 1970; en los ochenta, ya era un profesional reputado que realizaba esculturas en madera policromada, junto a ensamblajes, material reciclado con articulaciones e inserciones. Se inició en galerías legendarias como: Montenegro, Línea y Juana Mordó. Su obra ya madura y consolidada en los años noventa, se encuentra en los museos Nacional Centro de Arte Reina Sofía y Municipal de Arte Contemporáneo de Madrid; Municipal de Valdepeñas; Casa de la Moneda, y de Bellas Artes de Santander; colecciones BBVA, Banco de España y Caja Madrid. Es un artista posmodernista conocido por sus esculturas en madera policromada inspiradas en el arte cubista, surrealista y primitivista.